# تمانعه الغاب
تمانعه الغاب (به عربی: تمانعة الغاب) یک روستا در سوریه است که در استان حماه واقع شده‌است. تمانعه الغاب ۲٬۶۹۶ نفر جمعیت دارد.